# Pease (Minnesota)
Pease – miasto w Stanach Zjednoczonych, w stanie Minnesota, w hrabstwie Mille Lacs.